# Pietro Benvenuti
Pour les articles homonymes, voir Benvenuti.
Pietro Benvenuti (Arezzo, 8 janvier 1769 - Florence, 3 février 1844) est un peintre italien néoclassique de la fin du XVIIIe et du début du XIXe siècle.

## Biographie

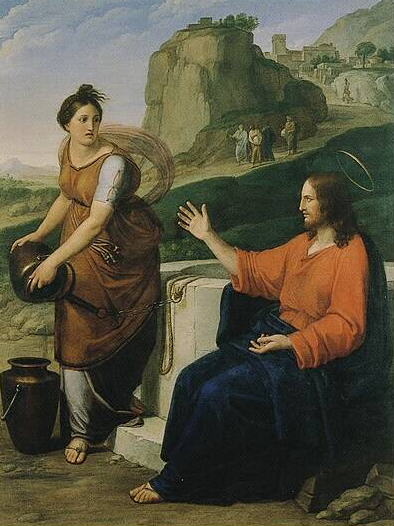
Jésus et la Samaritaine au puits (vers 1807), église San Giovanni Evangelista, Montale.

Pietro Benvenuti étudie en 1781 à l'Académie du dessin de Florence, puis il part à Rome et ouvre de 1782 à 1804 un atelier avec son ami de longue date Vincenzo Camuccini et Luigi Sabatelli.
Il retourne à Arezzo et est appelé en 1803 par Élisa Bonaparte pour enseigner à l'académie de Florence dont il devient le directeur en 1807. En 1811 et 1812 il reçoit la commande de la décoration des nouvelles salles du palais Pitti avec un groupe de collaborateurs et d'étudiants. Il exécute les fresques du dôme de la Capella Medicea de la basilique San Lorenzo de Florence avec huit grands sujets de l'Ancien et du Nouveau Testament, les quatre prophètes et les quatre évangélistes.
Sous sa direction, Carlo Lasinio grave les fresques de Luca Giordano du palais Medici-Riccardi.
Il est également associé à l'Académie des beaux-arts de Brera de Milan.
Il habite la villa Benvenuti (it) à Florence. Il meurt juste après son départ de son poste de directeur de l'Académie de Florence.
Giuseppe Gandolfo, Stefano Ussi, Natale Mussini, Antonio Ciseri, Giuseppe Bezzuoli et Francesco Nenci furent ses élèves.

## Œuvres

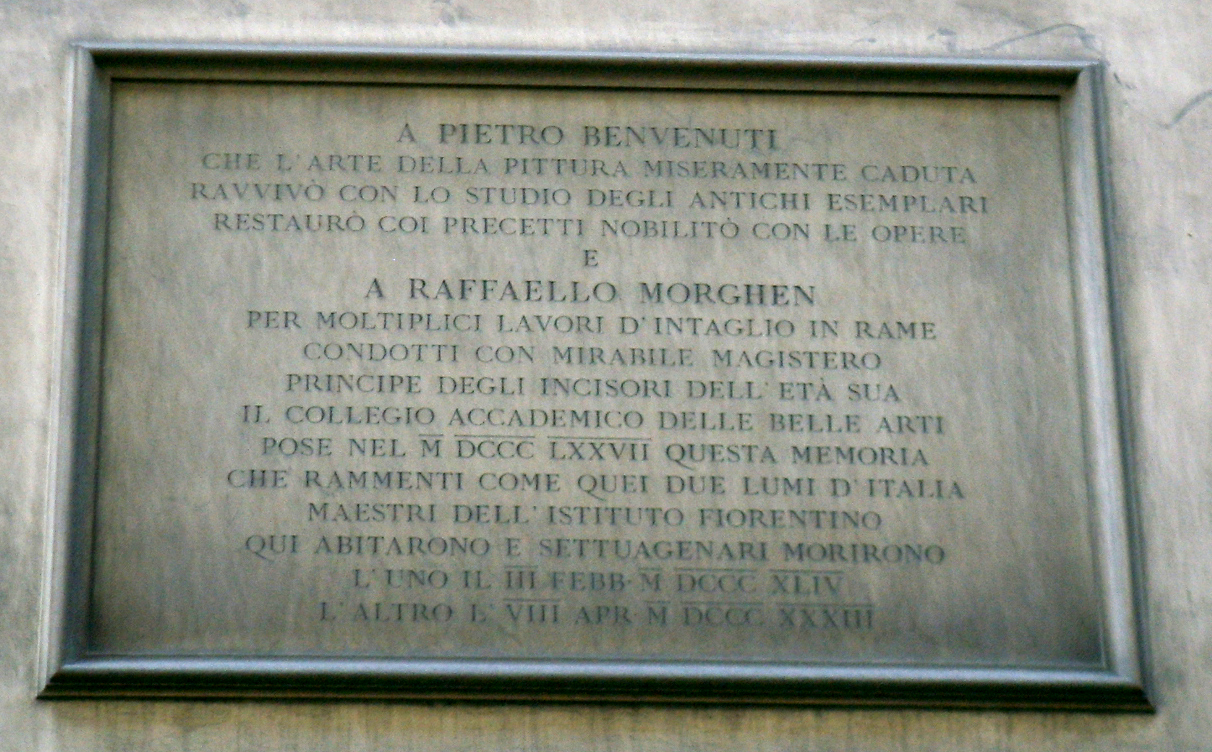
Plaque commémorative à Florence, honorant Pietro Benvenuti et Raffaello Morghen.

- Martyre de saint Donat (1794), cathédrale San Donato.
- Triomphe de Judith (1803), cathédrale d'Arezzo.
- Elisa Bonaparte, grande-duchesse de Toscane, et sa fille Napoleonoe Elisa (1809), château de Fontainebleau[1]
- Elisa Bonaparte entourée d'artistes à Florence, château de Versailles (1813) [2].
- Athéna, Hercule et Cupidon (1829), palais Pitti, Florence.
- Fresques de San Lorenzo, Florence.
- Décoration du théâtre del Pavone, Pérouse.
- Jésus et la Samaritaine au puits, église San Giovanni Evangelista, Montale.
- La Dernière Communion de saint Ferdinand de Castille, basilique San Francesco di Paola, Naples.
- Tête de saint Pierre Chrysologue, abbaye de Monte Senario.
- Autoportrait au chapeau haut de forme (1802), palais Martelli, Florence.

## Hommage
La ville de Florence a rendu hommage à Pietro Benvenuti et à Raffaello Morghen en fixant dans la via degli Alfani une plaque commémorative.